# Zamek Vianden
Zamek Vianden (luks. Buerg Veianen) – zamek w miejscowości Vianden w północno-wschodnim Luksemburgu. Budowla położona jest na wzgórzu, ponad miastem i doliną rzeki Our. 
Początkowo istniała tu, wzniesiona w V w. n.e. rzymska wieża obserwacyjna. Sam zamek powstał najprawdopodobniej około wieku XI jako siedziba książąt Vianden. W 1264 roku zamek wraz z całą okolicą dostał się pod panowanie Luksemburgów, a w 1417 roku stał się ich wyłączną własnością. W kolejnych wiekach zamek był wielokrotnie przebudowywany, w jego architekturze można dziś wyróżnić elementy wielu stylów, m.in. romańskiego, gotyckiego i renesansowego. W XIX wieku budowla popadła w ruinę. W 1977 roku zamek przeszedł na własność państwa, został odrestaurowany i obecnie udostępniany jest zwiedzającym.